# Monchio delle Corti
Monchio delle Corti är en ort och kommun i provinsen Parma i regionen Emilia-Romagna i Italien. Kommunen hade 880 invånare (2018).